# Новониколаевка (Ишимбайский район)
Новоникола́евка — деревня в Ишимбайском районе Башкортостана, входит в состав Скворчихинского сельсовета.

## Население
На 2010 год было 26 дворов.
| 2002 | 2009 | 2010 |
| ---- | ---- | ---- |
| 37   | ↗40  | ↗67  |

Национальный состав
Согласно переписи 2002 года, преобладающая национальность — русские (54 %)

## Географическое положение
Протекает река Юшала.
Расстояние до:
- районного центра (Ишимбай): 22 км,
- центра сельсовета (Скворчиха): 4 км,
- ближайшей ж/д станции (Салават): 40 км.

## Улицы
| - Береговая - Западная | - Лесная - Луговая | - Радужная - Раздольная | - Речная - Родниковая | - Солнечный переулок - Центральная |